# For the People
For the People ist eine US-amerikanische Anwaltsserie, die von ABC Signature und der Produktionsfirma Shondaland von Shonda Rhimes, die ausführende Produzentin der Serie, erstellt wurde. Die Premiere der Serie fand am 13. März 2018 auf dem US-Networksender ABC statt. Im deutschsprachigen Raum erfolgte die Erstveröffentlichung der Serie durch Joyn Plus+ am 20. November 2020.

## Handlung
Im Southern District of New York, der auch als „The Mother Court“ bekannt ist, folgt die Serie jungen Anwälten, die für die Verteidigung und die Staatsanwaltschaft arbeiten, während sie mit hochkarätigen Fällen umgehen müssen und sich die Wege ihrer Privatleben kreuzen.

## Hintergrund
Für die eigentlich als Hauptrollen gedachten Figuren Sandra Bell/Black und Allison Adams wurden ursprünglich die Schauspielerinnen Britne Oldford und Lyndon Smith gecastet. Nach Sichtung des Piloten jedoch wurde entschieden, dass man sich von beiden Darstellerinnen trennen werde, obwohl die Serie zu diesem Zeitpunkt bereits bestellt war. Sie wurden durch die Darstellerinnen Britt Robertson, deren Netflix-Serie Girlboss kurz zuvor eingestellt wurde, und Jasmin Savoy Brown ersetzt. Aufgrund weiterer Schwierigkeiten bei der Produktion wurde diese im September 2017 für längere Zeit unterbrochen. Die Serie wurde im Mai 2018 um eine zweite Staffel verlängert.

## Besetzung und Synchronisation
Die deutschsprachige Synchronisation entstand nach den Dialogbüchern von Christian Gundlach und Michael Krause sowie unter der Dialogregie von Christian Gundlach und Uwe Cramer durch die Synchronfirma EuroSync GmbH in Berlin.
| Figur                  | Darsteller            | Deutscher Sprecher |
| ---------------------- | --------------------- | ------------------ |
| Jill Carlan            | Hope Davis            | Dorette Hugo       |
| Roger Gunn             | Ben Shenkman          | Nicolas Böll       |
| Allison Adams          | Jasmin Savoy Brown    | Mia Diekow         |
| Kate Littlejohn        | Susannah Flood        | Ilona Brokowski    |
| Jay Simmons            | Wesam Keesh           | Tim Schwarzmaier   |
| Leonard Knox           | Regé-Jean Page        | Fabian Oscar Wien  |
| Seth Oliver            | Ben Rappaport         | Jacob Weigert      |
| Sandra Bell            | Britt Robertson       | Melinda Rachfahl   |
| Tina Krissman          | Anna Deavere Smith    | Almut Zydra        |
| Richter Nicholas Byrne | Vondie Curtis-Hall    | Hans Bayer         |
| Ted                    | Charles Michael Davis |                    |

## Episodenliste

### Staffel 1
| Nr. (ges.) | Nr. (St.) | Deutscher Titel            | Originaltitel                | Erstausstrahlung (ABC) | Deutschsprachige Erstveröffentlichung (Joyn Plus+) | Regie                    | Drehbuch                     |
| ---------- | --------- | -------------------------- | ---------------------------- | ---------------------- | -------------------------------------------------- | ------------------------ | ---------------------------- |
| 1          | 1         | Jung, Hungrig und schlau   | Pilot                        | 13. März 2018          | 20. Nov. 2020                                      | Tom Verica               | Paul William Davies          |
| 2          | 2         | Rahowa                     | Rahowa                       | 20. März 2018          | 20. Nov. 2020                                      | Mark Tinker              | Donald Todd                  |
| 3          | 3         | Ein Schiff wird kommen     | 18 Miles Outside of Roanoke  | 27. März 2018          | 20. Nov. 2020                                      | Tom Verica               | Eli Attie                    |
| 4          | 4         | Kaltes Wasser              | The Library Fountain         | 3. Apr. 2018           | 20. Nov. 2020                                      | Nzingha Stewart          | Elizabeth Craft & Sarah Fain |
| 5          | 5         | Der beste Richter der Welt | World’s Greatest Judge       | 10. Apr. 2018          | 20. Nov. 2020                                      | Andrew Bernstein         | Zahir McGhee                 |
| 6          | 6         | Captain Shadow             | Everybody’s a Superhero      | 17. Apr. 2018          | 20. Nov. 2020                                      | P.J. Pesce               | Michelle Lirtzman            |
| 7          | 7         | Der böse Samariter         | Have You Met Leonard Knox?   | 1. Mai 2018            | 20. Nov. 2020                                      | Daisy von Scherler Mayer | Paul William Davies          |
| 8          | 8         | Vier Tage im Grab          | Flippity-Flop                | 8. Mai 2018            | 20. Nov. 2020                                      | Nicole Rubio             | Karine Rosenthal             |
| 9          | 9         | Teamwork                   | Extraordinary Circumstances  | 15. Mai 2018           | 20. Nov. 2020                                      | Steph Green              | Celia Finkelstein            |
| 10         | 10        | Zweierlei Mass             | This is What I Wanted to Say | 22. Mai 2018           | 20. Nov. 2020                                      | Tom Verica               | Paul William Davies          |

### Staffel 2
| Nr. (ges.) | Nr. (St.) | Deutscher Titel               | Originaltitel                      | Erstausstrahlung (ABC) | Deutschsprachige Erstveröffentlichung (Joyn Plus+) | Regie                    | Drehbuch              |
| ---------- | --------- | ----------------------------- | ---------------------------------- | ---------------------- | -------------------------------------------------- | ------------------------ | --------------------- |
| 11         | 1         | Neues Spiel                   | First Inning                       | 7. März 2019           | 3. Mai 2021                                        | Tom Verica               | Paul William Davies   |
| 12         | 2         | Der menschliche Faktor        | This is America                    | 14. März 2019          | 3. Mai 2021                                        | Kevin Dowling            | Paul William Davies   |
| 13         | 3         | Aberglaube und alter Cognac   | Minimum Continuing Legal Education | 21. März 2019          | 3. Mai 2021                                        | Amanda Marsalis          | Eli Attie             |
| 14         | 4         | Eichhörnchen und Zaubertricks | The Vast, Immovable Object         | 28. März 2019          | 3. Mai 2021                                        | Keith Boak               | Karine Rosenthal      |
| 15         | 5         | Der Hilferuf                  | One Big Happy Family               | 4. Apr. 2019           | 3. Mai 2021                                        | Claudia Yarmy            | Michelle Lirtzman     |
| 16         | 6         | Wo du hin gehörst             | You Belong Here                    | 11. Apr. 2019          | 3. Mai 2021                                        | DeMane Davis             | Zahir McGhee          |
| 17         | 7         | Koks in der U-Bahn            | The Boxer                          | 18. Apr. 2019          | 3. Mai 2021                                        | Jim McKay                | Kristin Newman        |
| 18         | 8         | Der letzte Pfeiler            | Moral Suasion                      | 2. Mai 2019            | 3. Mai 2021                                        | Valerie Weiss            | Chelsea Grate         |
| 19         | 9         | Wir sind Krieger              | Who are we now?                    | 9. Mai 2019            | 3. Mai 2021                                        | Daisy von Scherler Mayer | Alexander Newman-Wise |
| 20         | 10        | Die Wahl                      | A Choice Between Two Things        | 16. Mai 2019           | 3. Mai 2021                                        | Tom Verica               | Paul William Davies   |

## Rezeption
Die Pilotepisode wurden auf Serienjunkies.de mit drei von fünf Sternen bewertet und als kompetente Mischung aus How to Get Away with Murder und den Anwaltsserien von David E. Kelley beschrieben. „Unwahrscheinlich attraktive Junganwälte hauten sich hier innerhalb und außerhalb des Gerichtssaals in die Pfanne und wenn am Ende begleitet von schwülstiger Musik inspirierende Plädoyers gehalten werden, geht es nicht nur um das Schicksal des Angeklagten - nein, die gottverdammte Seele der Vereinigten Staaten Staaten von Amerika steht auf dem Spiel! Wirkt das Ganze dadurch etwas altbacken und stellen die überlebensgroßen, selbstgerechten Charaktere dabei sehr schwarz-weiß-wirkende Argumente auf? Steht Ben Matlock auf Hot Dogs?“